# 地心浩劫
《地心毀滅》（英語：The Core）是美國一部科幻災難電影，於2003年上映。

## 故事大綱
地核因為不明原因停止轉動，以致電磁場減弱，使世界各地出現怪狀，美國有多名裝設心律調節器的人同時倒下死亡，澳洲、日本、英國的鳥類橫衝直撞，導致災難頻傳，天現異象。科學家推斷，地球若失去地磁的保護，將遭到致命的高能宇宙微波輻射襲擊，人類會因此毀滅。美國籌組了一支集結科學和軍事方面人才的六人團隊，駕駛一艘名為「維吉爾」的潛地艇，從馬里亞納海溝鑽進熾熱地幔，放置並引爆核彈，在歷經海底地震、艦艇受損、隊員陣亡、計畫變更等重重危難後，成功達成任務，使地核再次轉動以重生地磁。

## 演員
- 艾伦·艾克哈特 (Aaron Eckhart) 飾地質物理學家喬許凱斯(Joshua "Josh" Keyes)
- 希拉莉·史旺 (Hilary Swank) 飾“地心航員”蕾貝卡柴德少校 (Rebecca "Beck" Childs)
- 德爾羅伊·林多 (Delroy Lindo) 飾 工程師布雷茲 (Edward "Braz" Brazzelton)
- 史丹利·圖奇 (Stanley Tucci) 飾 地科教授辛斯基(Conrad Zimsky)
- 切基·卡尤 飾 武器專家賽吉(Serge Leveque)
- DJ·奎爾斯飾 電腦駭客 老鼠 (Donald "Rat" Finch)
- 布魯斯·格林伍德 (Bruce Greenwood) 飾 太空船艦長艾佛森(Robert "Bob" lverson)
- 艾尔弗丽·伍达德 飾 基地指揮史提克(Talma "Stick" Stickley)